# Pierre Berdoulat
Pierre Berdoulat, né le 29 juillet 1861 à Pinsaguel et mort le 24 novembre 1930 à Paris, est un général de division français, grand-croix de la Légion d'honneur. 
Il commande la  69e division d'Infanterie en 1914. C'est l'un des quatre fameux « B » de la bataille de la Somme. Il est gouverneur militaire de Paris de 1919 à 1923.

## Biographie
Berdoulat est né le 29 juillet 1861 à Pinsaguel (Haute-Garonne). Le 20 octobre 1879, il s'engage comme simple soldat au 57e régiment d'Infanterie. Trois ans plus tard, il est admis à l'École spéciale militaire de Saint-Cyr.
Sous-lieutenant le 1er octobre 1884, lieutenant le 2 novembre 1886, capitaine le 12 août 1892, chef de bataillon le 30 mai 1900, lieutenant-colonel le 30 mars 1904, il est promu général de brigade le 18 mars 1913. Dans l'intervalle, il a été placé à la tête de la direction des troupes coloniales au ministère de la Guerre.
Au début des hostilités, il prend le commandement d'une brigade d'infanterie. Le 11 novembre 1914, il est placé à la tête d'une division de réserve, et le 1er mai 1915 à la tête du 1er corps colonial. À partir du 19 juillet 1917, il commande un corps d'armée.
Le général Berdoulat a combattu au Tonkin, en Annam, en Cochinchine, au Soudan français, à Madagascar.
Le 25 octobre 1915, il est cité à l'ordre de l'armée.
Il est promu commandeur de la Légion d'honneur le 13 juillet 1915.

## Grades
- 20/10/1879: Soldat
- 21/09/1880: Caporal
- 26/12/1880: Soldat

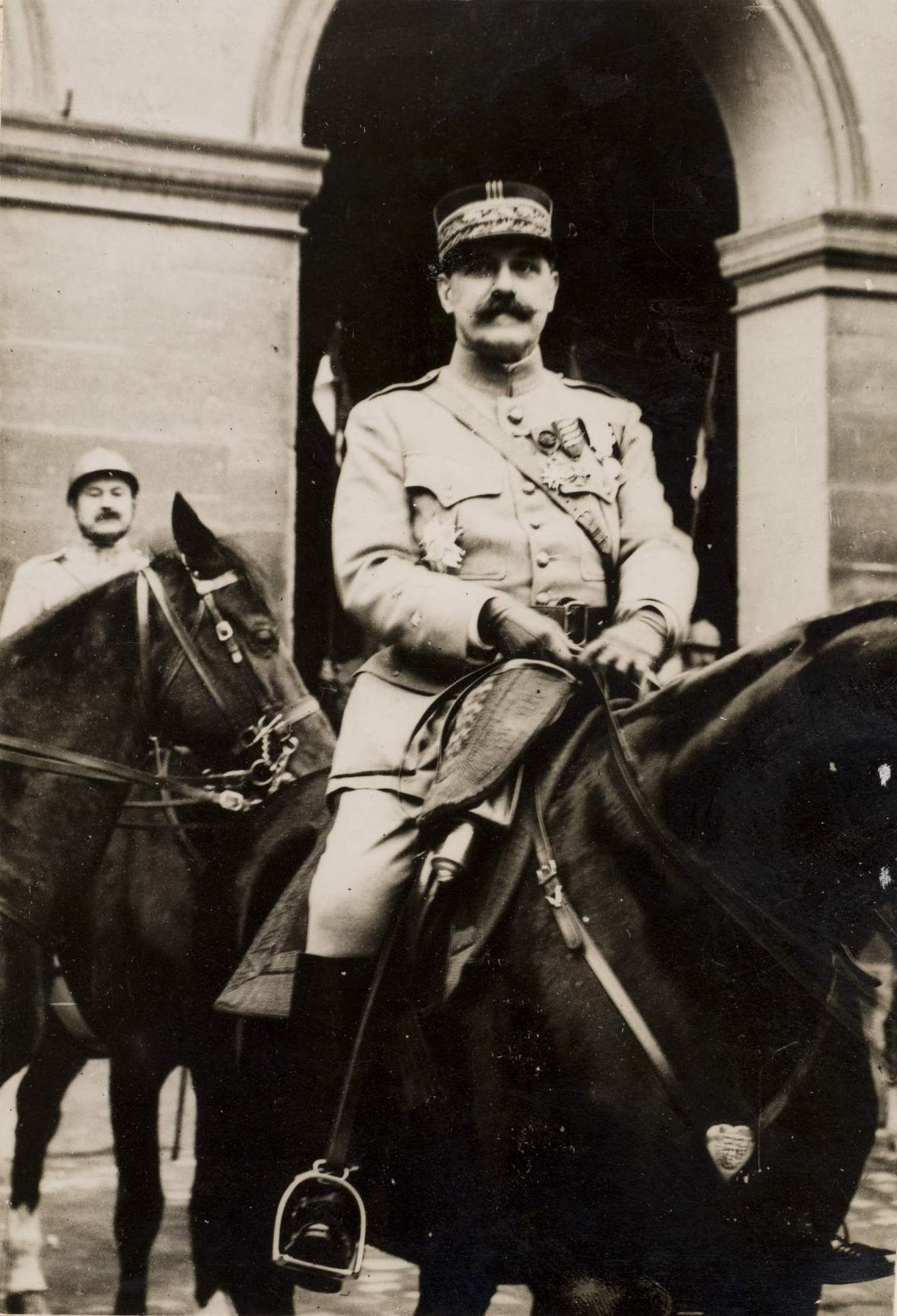
Le général Pierre Berdoulat, nouveau gouverneur militaire de Paris.

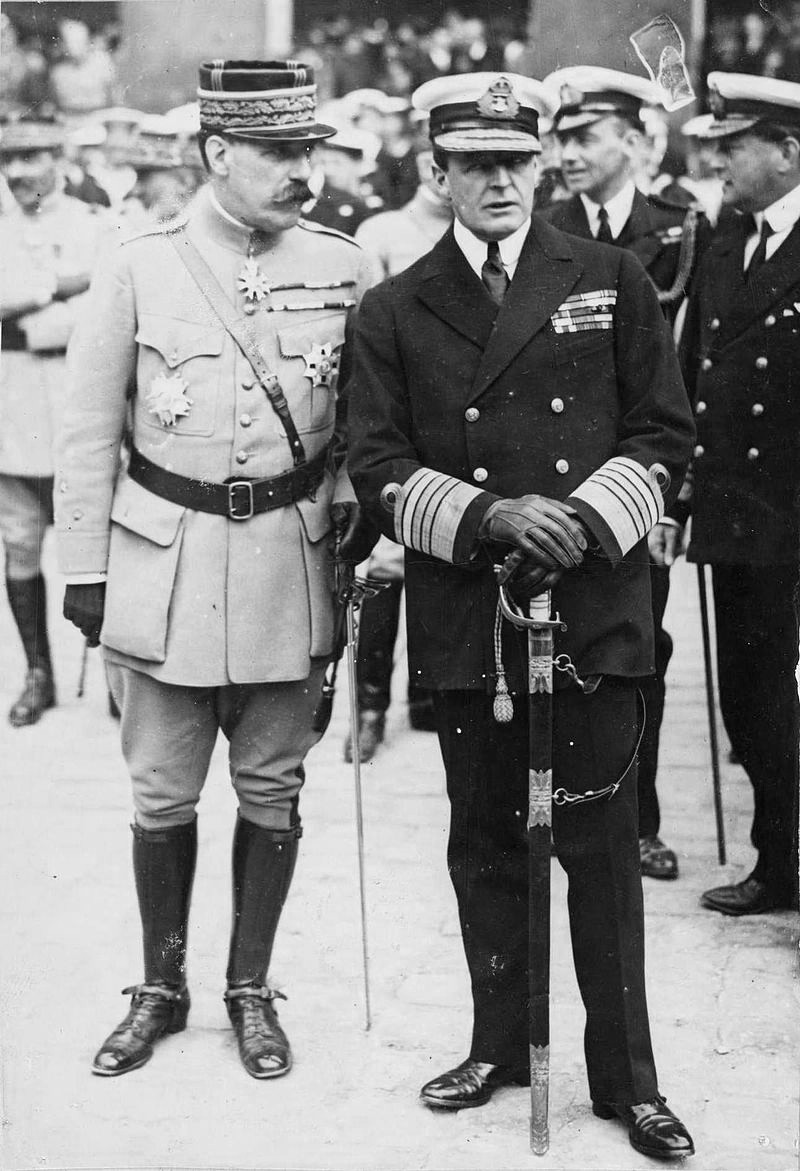
Le général Pierre Berdoulat avec l'amiral britannique David Beatty, à Paris.

- 27/10/1882: Élève officier à l'École spéciale militaire de Saint-Cyr
- 18/03/1883: Élève de 1re Classe
- 25/08/1883: Caporal élève
- 03/11/1883: Sergent élève
- 01/10/1884: Sous-lieutenant d'infanterie
- 02/11/1886: Lieutenant
- 12/08/1892: Capitaine
- 30/05/1900: Chef de bataillon
- 30/03/1904: Lieutenant-colonel
- ?: Colonel
- 23/10/1912: Général de brigade
- 20/04/1915: général de division

## Postes
- 09/01/1912: directeur des Troupes Coloniales au Ministère de la Guerre (I).
- 03/10/1914: en disponibilité.
- 08/10/1914: commandant de la 52e Brigade d'Infanterie
- 05/11/1914: commandant de la  69e Division d'Infanterie de Réserve
- 29/04/1915: commandant du 1er Corps Colonial
- 19/07/1917: commandant du  20e Corps d'Armée " corps de fer"
- 22/01/1919: commandant de la  20e Région
- 18/02/1919: gouverneur militaire de Paris
- 29/07/1923: placé dans la section de réserve

## Décorations

### Décorations françaises
- Grand-croix de la Légion d'honneur (décret du 29 décembre 1922)[3]
  -  Grand officier de la Légion d'honneur (décret du 28 septembre 1918)
  -  Commandeur de la Légion d'honneur (décret du 13 juillet 1915)
  -  Officier de la Légion d'honneur (décret du 08 mars 1906)
  -  Chevalier de la Légion d'honneur (décret du 29 décembre 1889)

- Croix de guerre 1914-1918 (4 palmes)
- Officier de l'Instruction publique
- Médaille coloniale (agrafes Sénégal et Soudan et Madagascar)
- Médaille interalliée 1914-1918
- Médaille commémorative du Tonkin
- Médaille commémorative de la guerre 1914-1918

### Décorations étrangères
- Grand Officier de l'Ordre de Léopold ( Belgique)
- Croix de guerre 1914-1918 ( Belgique)
- Croix de l'Ordre du Mérite militaire ( Espagne)
- : Distinguished Service Medal ( États-Unis)
- Chevalier commandeur de l'Ordre de Saint-Michel et Saint-Georges ( Royaume-Uni)
- Ordre de l'Étoile noire ( France /  Bénin)
- Ordre de l'Etoile d'Anjouan ( France /  Comores)